# Národní parky v Maďarsku
V Maďarsku leží deset národních parků, které pokrývají přibližně 10 procent území země. Celkem zabírají plochu zhruba 4820 km². Národní parky Aggtelek, Hortobágy a Fertő-Hanság jsou zapsány na seznamu Světového dědictví UNESCO. Parky jsou spravovány Vládní agenturou pro národní parky Maďarska (maďarsky Nemzeti park igazgatóság).

## Seznam národních parků
| Foto                        | Název                            | Název                          | Rok založení | Rozloha   | Poznámky | Mapa                                             |
| Foto                        | česky                            | maďarsky                       | Rok založení | Rozloha   | Poznámky | Mapa                                             |
| --------------------------- | -------------------------------- | ------------------------------ | ------------ | --------- | --- | ------------------------------------------------ |
| Hortobagy-ziehbrunnen       | Národní park Hortobágy           | Hortobágyi Nemzeti Park        | 1973         | 809,5 km2 | Rozsáhlé stepi a rašeliniště při toku řeky Tisy. Místní mokřady jsou domovem cca 330 druhů ptactva. Ze savců tu žije např. sysel obecný, ovce nebo maďarský stepní skot. Sídlo NP se nachází v Debrecínu. Od roku 1999 je park součást Světového dědictví UNESCO.                                                                               | HU microregion 1.7.31. Hortobágy                 |
| Kiskunság                   | Národní park Kiskunság           | Kiskunsági Nemzeti Park        | 1975         | 506,5 km2 | Stepní krajina písečných dun, kulturní krajina Malé Kumánie, jezero Kolon s výskytem vodního ptactva a bahenních želv. Sídlo NP se nachází ve městě Kecskemét. | HU microregion 1.2.13. Kiskunsági-homokhát       |
| Okt 14                      | Národní park Bukové hory         | Bükki Nemzeti Park             | 1977         | 431,5 km2 | Vápencové pohoří Bukové hory na severu Maďarska: časté krasové výjevy: jeskyně (kdysi obývané prehistorickými lidmi), závrty a rokle. Celé území parku je hustě zalesněno. Žijí tu desítky druhů ptactva. Sídlo NP se nachází v Egeru,poblíž se nachází také město Miškovec.                                                                    | HU subregion 6.5.1. Központi-Bükk                |
| Hungary Baradla             | Národní park Aggtelek            | Aggteleki Nemzeti Park         | 1985         | 202 km2   | Oblast Aggtelckého krasu, cca 600 jeskyň (nejznámější Baradla - Domica), které jsou obývány mnoha druhy netopýrů (např. netopýr obrovský). Sídlo se nachází ve městě Jósvafő. Park se nachází při hranicích se Slovenskem (na slovenské straně jako NP Slovenský kras), přičemž oba parky jsou od roku 1985 součástí světového dědictví UNESCO. | HU mesoregion 6.6. Aggtelek–Rudabányai-hegyvidék |
| Podersdorf Nordstrand       | Národní park Fertő-Hanság        | Fertő-Hanság Nemzeti Park      | 1991         | 237 km2   | Okolí jižního břehu Neziderského jezera podél hranic s Rakouskem. Podstatnou část jezera tvoří rákosové plochy či bažiny, které jsou domovem mnoha ryb, obojživelníků a zejména v období migrace jsou významnou ptačí rezervací. Sídlo ve městě Sarród. Od roku 2001 součást světového dědictví UNESCO.                                         | HU subregion 2.1.2. Fertő–Hanság-medence         |
| Gemenci erdő őzek           | Národní park Dunaj-Dráva         | Duna–Dráva Nemzeti Park        | 1996         | 497,5 km2 | Národní park na jihozápadě Maďarska při tocích řek Dunaj a Dráva. Je domovem mnoha druhů ptactva a je bohatá také na lesní zvěř (např. jelen na obrázku). Sídlo parku se nachází ve městě Pécs (Pětikostelí). | Dunaj-Dráva                                      |
| Kettos-Koros-Bekes          | Národní park Körös-Maros         | Körös-Maros Nemzeti Park       | 1997         | 512,5 km2 | Rozsáhlé mokřady, významná ptačí rezervace na jihovýchodě Maďarska při hranicích s Rumunskem. Sídlo se nachází ve městě Szarvas. | HU mesoregion 1.13. Körös–Maros köze             |
| Balaton Hungary Landscape   | Národní park Balatonská vysočina | Balaton-felvidéki Nemzeti Park | 1997         | 570 km2   | Národní park severně od jezera Balaton. Vyznačuje se kopcovitou krajinou podél břehů jezera. Mnoho významných rostlinných druhů. Sídlo NP se nachází ve městě Csopak, nedaleko leží také město Veszprém. | HU subregion 5.1.2. Balaton-felvidék             |
| Pilis mountains Nagykovacsi | Národní park Dunaj-Ipeľ          | Duna–Ipoly Nemzeti Park        | 1997         | 606,5 km2 | Národní park podél toku řek Dunaj a Ipeľ. Ty jsou domovem řady druhů, jako např. mlok skvrnitý, želva bahenní, kachna divoká, orel královský, pstruh obecný a další. Sídlo se nachází v Budapešti a Ostřihomi. | Dunaj-Ipeľ                                       |
| OrsegiNemzetiPark2          | Národní park Őrség               | Őrségi Nemzeti Park            | 2002         | 440,5 km2 | Národní park v nejzápadnějším cípu Maďarska mezi Rakouskem a Slovinskem. Jsou zde hojné rašeliníky a jiné rostlinné druhy. V parku se nachází mnoho bažin a je protkán hustou sítí turistických cest. Sídlo v obci Őriszentpéter. | HU subregion 3.1.3. Felső-Őrség–Vasi-hegyhát     |